# سندیکای صنعتی

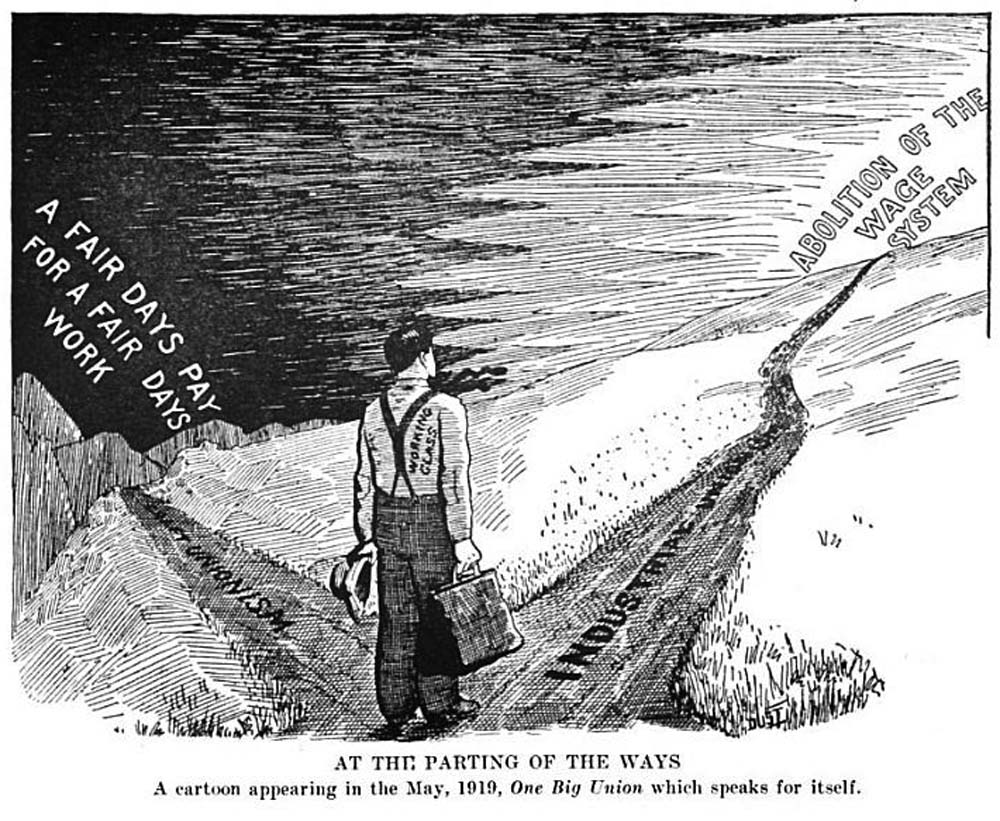
کاریکاتوری از مجله مه ۱۹۱۹ IWW، یک اتحادیه بزرگ، که در رادیکالیسم انقلابی منتشر شد، کارگری را نشان می‌دهد که بین شعارهای AFL و IWW انتخاب می‌کند.

سندیکای صنعتی یک روش سازماندهی سندیکایی است که از طریق آن همه کارگران یک صنعت بدون توجه به مهارت یا تجارت در یک اتحادیه سازماندهی می‌شوند، بنابراین به کارگران صنعتی اهرم بیشتری در چانه زنی در شرایط اعتصاب می‌دهد. دی لئون بر این باور بود که سندیکاهای صنعتی، یا نظامی وسیله مناسبی برای مبارزه طبقاتی خواهند بود.

## تاریخچه در ایالات متحده

### تاریخچه اولیه
در سال ۱۸۹۳، اتحادیه راه‌آهن آمریکا (ARU) در ایالات متحده توسط یوجین دبز و دیگر رهبران اتحادیه راه‌آهن، به عنوان یک اتحادیه صنعتی در پاسخ به محدودیت‌های درک شده اتحادیه‌های صنایع دستی، تشکیل شد.